# Rachim Tjachkijev
Rachim Ruslanovitj Tjachkijev (ryska: Paxим Pycлaнoвич Чахкиев), född 11 januari 1983 i Tobolsk i Tiumen oblast i Sovjetunionen (nu Ryssland), är en rysk boxare.
Tjachkijev slog Jasur Matchanov från Uzbekistan 2006 och blev då militär världsmästare. Samma år slog han kubanen Osmay Acosta i Världscupen i boxning, men Ryssland förlorade sammanlagt.

## Meriter

### Olympiska meriter

#### Olympiska sommarspelen 2008
- Huvudartikel: Boxning vid olympiska sommarspelen 2008

| Tävlande          | Viktklass | Sextondelsfinal      | Åttondelsfinal       | Kvartsfinal          | Semifinal            | Final                |  |
| Tävlande          | Viktklass | Motståndare Resultat | Motståndare Resultat | Motståndare Resultat | Motståndare Resultat | Motståndare Resultat |  |
| ----------------- | --------- | -------------------- | -------------------- | -------------------- | -------------------- | -------------------- |  |
| Rachim Tjachkijev | Tungvikt  |                      | Mazaheri (IRI) W 7-3 | M'Bumba (FRA) W 18-9 | Acosta (CUB) W 10-5  | Russo (ITA) W 4-2    |  |